# Armstrong Siddeley Double Mamba
Pour les articles homonymes, voir Mamba (homonymie).
L’Armstrong Siddeley Double Mamba est un turbopropulseur britannique conçu et développé à la fin des années 1940. D'une puissance d'environ 3 000 à 4 000 ch, il fut utilisé essentiellement sur l'avion de lutte anti-sous-marine Fairey Gannet, développé pour la Fleet Air Arm de la Royal Navy.

## Conception et développement
Le Double Mamba (rarement désigné « Twin Mamba ») était un développement de l'Armstrong Siddeley Mamba, avec deux Mambas entraînant des hélices contrarotatives à travers une boîte à engrenages commune. Chaque unité de puissance possédait son propre système de contrôle, d'huile et de carburant, et pouvait être coupé indépendamment de l'autre pour économiser du carburant. Chaque transmission contenait un système de roue-libre, et la boîte de relais accessoires, consommant environ 100 ch de puissance, prélevait sa puissance sur le moteur qui tournait le plus vite, même si les deux unités pouvaient être en parfaite synchronisation.
Les opérations embarquées sur porte-aéronefs ont imposé au Double Mamba d'être conçu dès le départ comme un moteur à vitesse de rotation constante, tournant à 14 500 tr/min en permanence (excepté au décollage), avec un très performant système de contrôle de pas d'hélice, rendant immédiatement disponible la puissance si l'appareil manquait son appontage et devait remettre rapidement les gaz (overshooting). Ce système est aussi responsable du fait que le moteur puisse tourner avec une grande variété de carburants, incluant du Diesel marine.
Le Double Mamba ASMD.1 consistait globalement en deux Mambas ASM.3. Si désiré, les moteurs pouvaient être montés sur des rails pour coulisser facilement vers l'avant et facilité l'entretien. La boîte à accessoires était une Rotol, et il y avait une cartouche explosive Rotax ou B.T.H. séparée pour chaque unité de puissance. Le démarrage des moteurs se faisait par cartouches explosives, mais un redémarrage en force grâce au vent relatif pouvait également être effectué en vol.
Sorti après, l'ASMD.3 consistait en deux Mambas ASM.5 à chambres de combustion annulaires, et était plus puissant et avait un meilleur rendement que l'ancienne version. Il a été suivi par l'ASMD4, encore plus puissant.

## Versions et applications

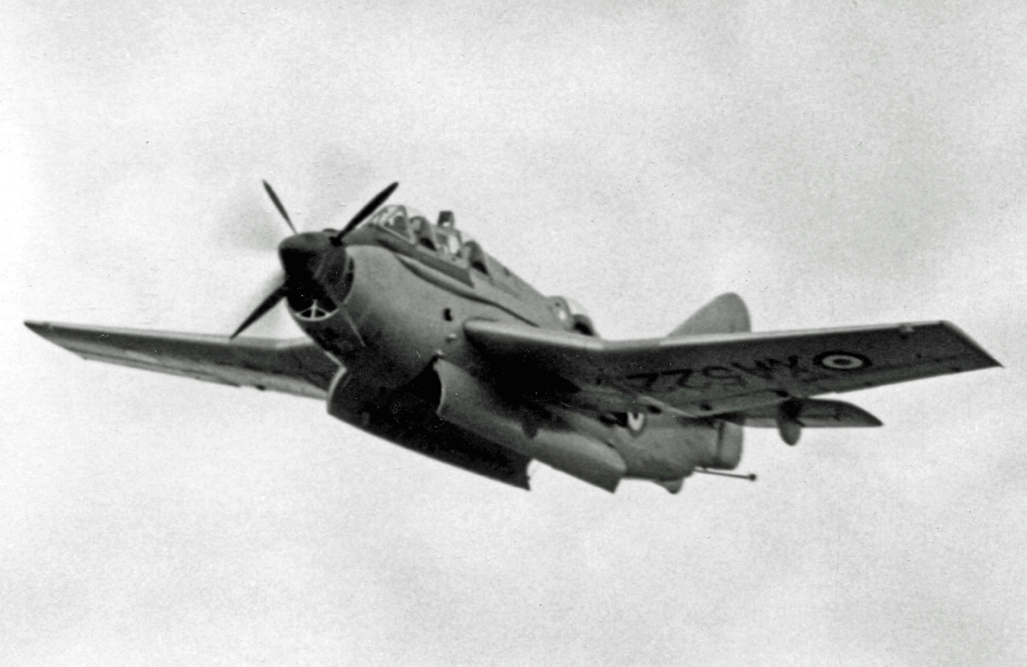
Fairey Gannet volant avec un seul de ses deux moteurs.

Les désignations du Ministry of Supply (en) (MoS) britannique pour ces moteurs reflètent un lien évident avec le Mamba :

AS = Armstrong Siddeley

M = Mamba

D = Double

num = modèle
| Version | Puissance (ehp) | Composition moteurs                             | Appareils équipés                                      |
| ------- | --------------- | ----------------------------------------------- | ------------------------------------------------------ |
| ASMD.1  | 2 950           | 2 x ASM.3                                       | Fairey Gannet A.S. Mk.1 Blackburn B88 (en) (prototype) |
| ASMD.3  | 3 145           | 2 x ASM.5 (à chambres de combustion annulaires) | Fairey Gannet A.S. Mk.4                                |
| ASMD.4  | 3 875           | 2 x ASM.6                                       | Fairey Gannet AEW Mk.3                                 |

Le Double Mamba fut aussi proposé pour le Westland Westminster (en), un prototype d'hélicoptère à 30 places qui fut plus tard construit comme prototype équipé de deux turbomoteurs Napier Eland E220.

## Moteurs préservés et exposés
Quelques moteurs Double Mamba sont en exposition publique aux endroits suivants :
- Australian National Aviation Museum
- Deutsches Museum Flugwerft Schleissheim
- Gatwick Aviation Museum (en) On peut également y voir un Fairey Gannet AEW.3 ;
- Imperial War Museum Duxford
- Midland Air Museum
- Queensland Air Museum (en)

## Galerie photographique

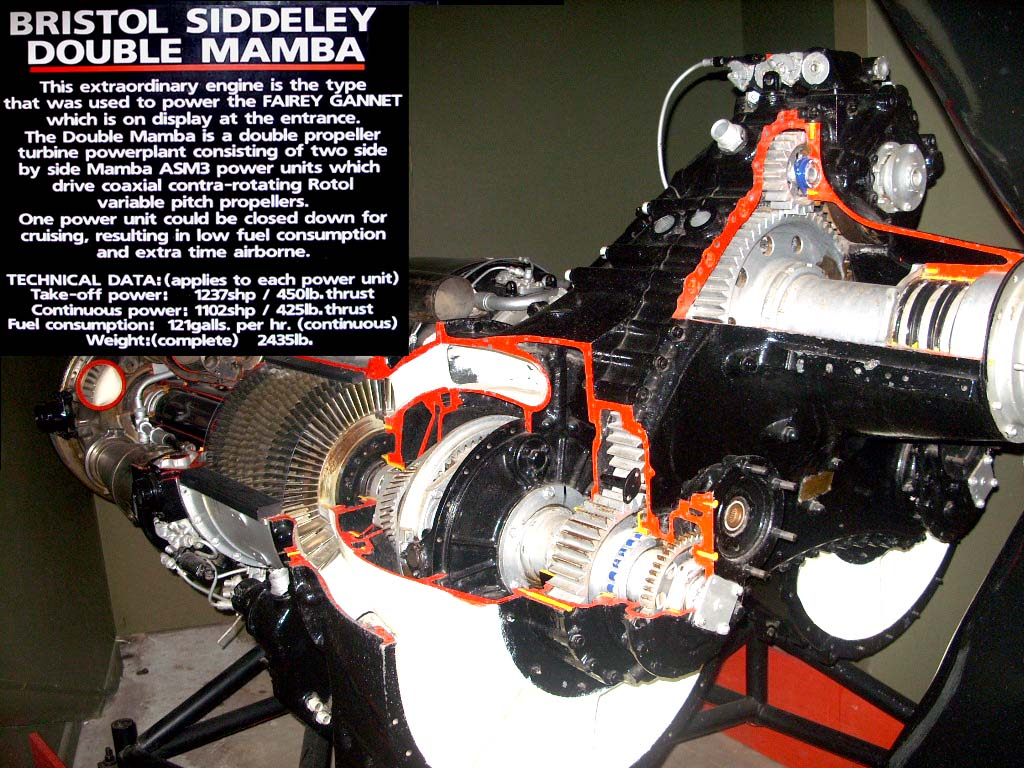
Coupe et vue rapprochée sur le boîtier d'engrenages commun d'une unité Double Mamba au Flambards Experience, dans les Cornouailles.
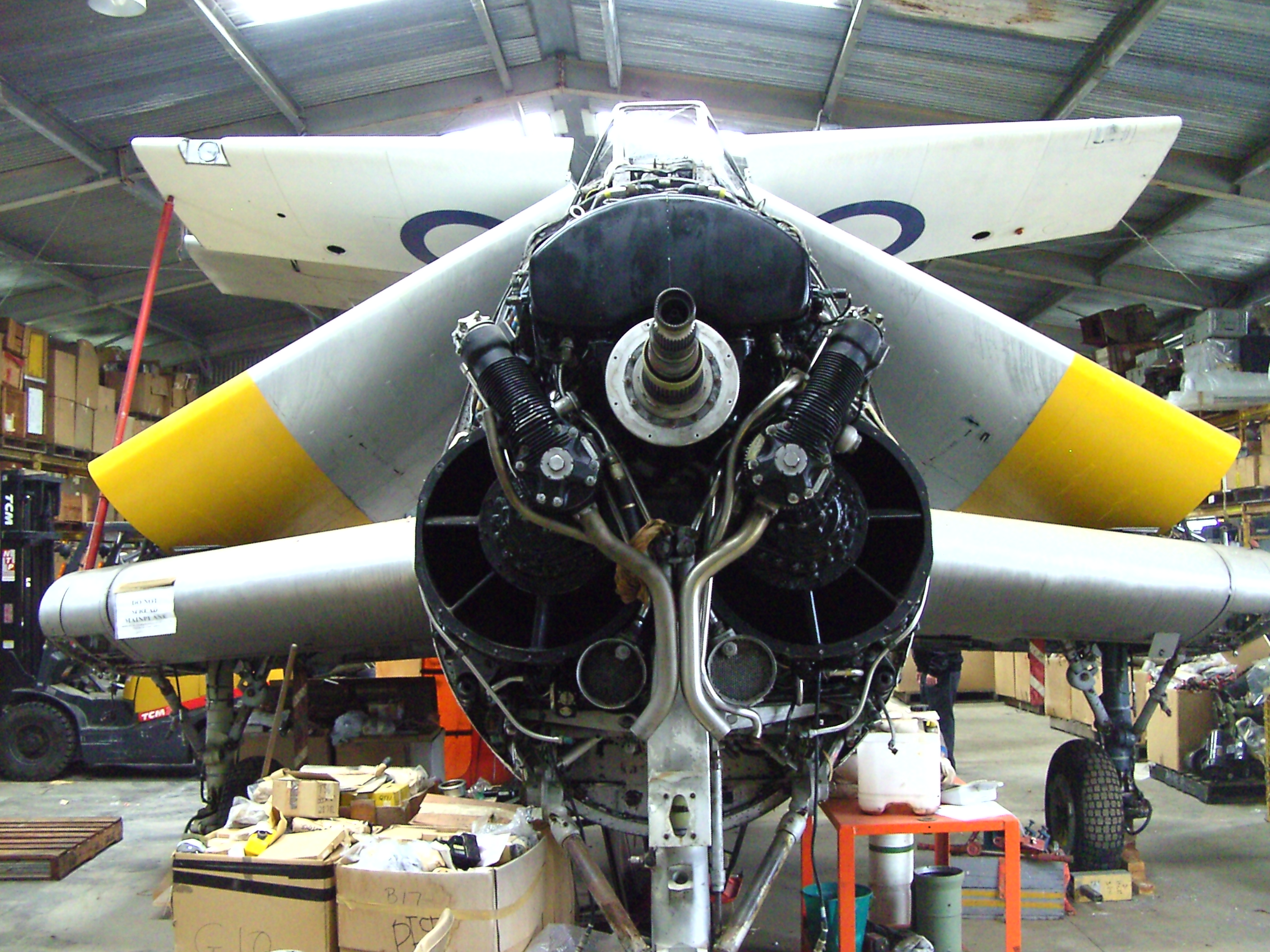
Double Mamba sur un Fairey Gannet non-exposé au Fleet Air Arm Museum, en Australie.
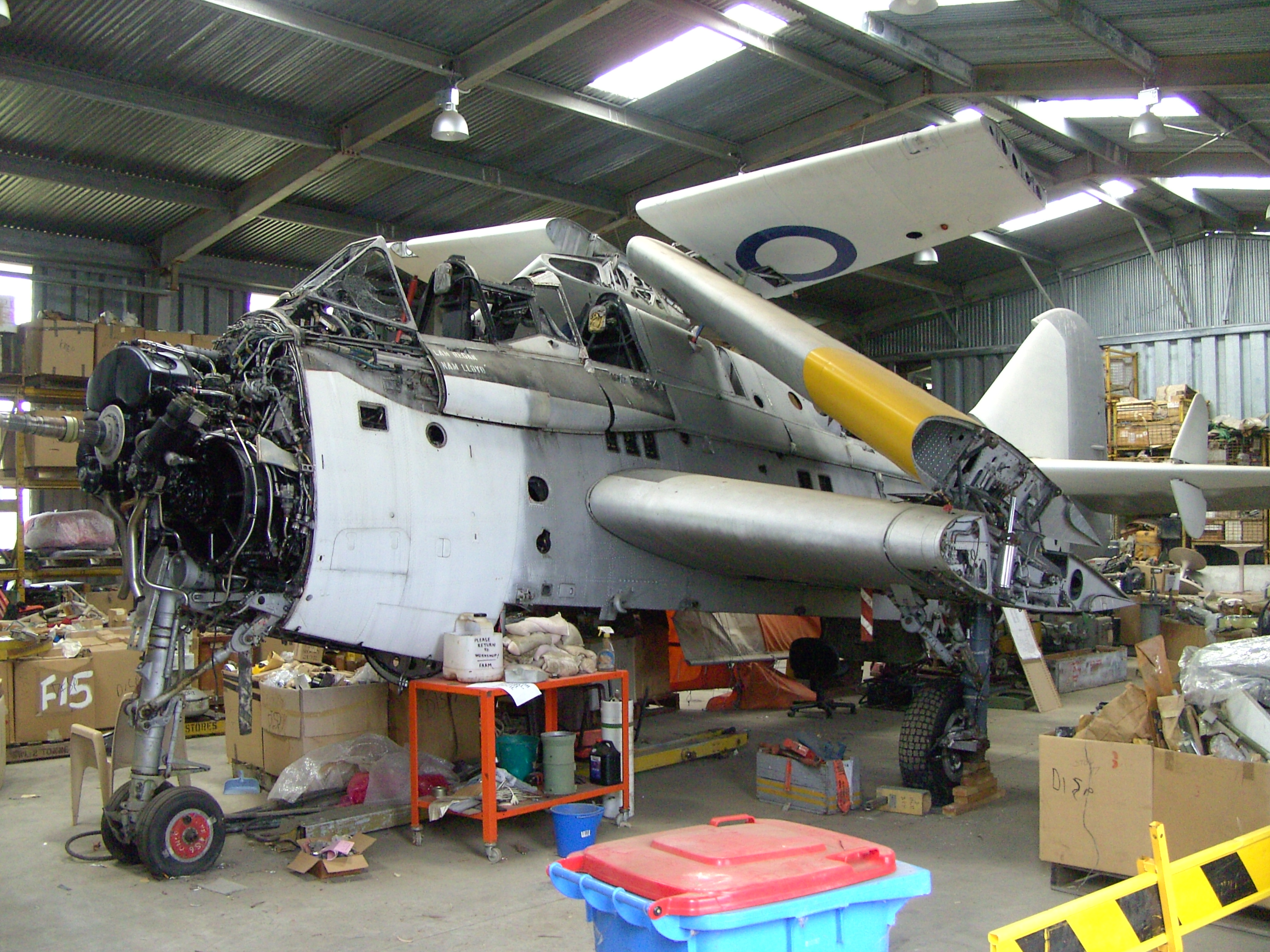
Double Mamba, vue de côté. Le Gannet visible sur ces photos est actuellement en cours de restauration.